# Middelfrankische Rijmbijbel
De Middelfrankische Rijmbijbel of Rijnlandse Rijmbijbel is een verzameling van verhalen uit het Oude en Nieuwe Testament die in het begin van de twaalfde eeuw werd samengesteld in het grensgebied van de toenmalige Oud-Middelfrankische (Ripuarische), Oud-Nederfrankische (Oudnederlandse) en Oud-Westfaalse taalgebieden. Tegenwoordig schrijft men het handschrift niet uitsluitend meer toe aan een Middelfrankische auteur maar voor sommige fragmenten eerder aan een Nederfrankische of Westfaalse schrijver omdat de taal in die fragmenten, de typische kenmerken toont van een Hoogduits schrijvende Nederlandstalige. Van het werk is geen volledige tekst bekend, er zijn slechts een aantal fragmenten teruggevonden, en die vormen samen met de Leidse Willeram en de Wachtendonckse Psalmen een belangrijk deel van het corpus van het Oudnederlands. De naam Middelfrankisch waaronder het werk gekend is in de literatuur, voor het eerst gebruikt door Busch is dus ongelukkig gekozen omdat er zowel Nederfrankische als Middelfrankische fragmenten zijn gevonden. Soms wordt ook de term Rijnlandse Rijmbijbel gebruikt, maar veel minder frequent, en al bij al is het helemaal niet zeker of het origineel uit het Rijnland kwam.

## Het origineel
Het origineel zou geschreven zijn tussen de elfde eeuw en 1160 misschien in de Abdij van Werden hoewel hierover absoluut geen zekerheid, noch eensgezindheid bestaat tussen de kunsthistorici en filologen. Het is best mogelijk dat het origineel niet in het Nederfrankische gebied maar elders in het Frankische taalgebied is ontstaan. Waar het ook ontstaan is, de tekst was in  de tweede helft van de twaalfde eeuw verspreid over het ganse Frankische taalgebied, getuige hiervan zijn de fragmenten die zijn teruggevonden. Het idee over de inhoud van het origineel wijzigde in de loop de tijden in functie van de ontdekte fragmenten. Eerst hield men het op een legendarium een boek dat een aantal christelijke legendes verhaalde zoals de Veronica-legende en de Petrus-legende. Na de ontdekking van de B* fragmenten in 1922 uit hetzelfde handschrift als de voorheen gevonden B-fragmenten met uittreksels uit de Bijbel, ging men het origineel beschouwen als een Rijmbijbel hoewel dit ook niet overeenstemde met de hagiografische inhoud van de A-fragmenten. Latere onderzoekers zagen er een poging in tot het schrijven van een heilsgeschiedenis, een soort kroniek van bij de schepping tot het laatste oordeel. Het zou in die zin dan geen dogmatisch werk zijn maar eerder bedoeld als een epische vertelling. Anderen verdedigen dan weer de mening dat het om een homiliarium gaat, een boek waarin homilieën werden genoteerd. In die zin is het tweede deel van de gebruikelijke naam, Rijmbijbel, ook niet echt de best mogelijke keuze.

## Fragmenten
De teruggevonden fragmenten komen uit drie verschillende handschriften die geschreven zijn in drie verschillende taalvarianten. Er wordt tegenwoordig aan gerefereerd onder de kenletters A, A*, B, B* en C. De fragmenten vullen elkaar aan hoewel er ook een kleine overlapping is (110 versregels) tussen de A en de B-versies. De A-fragmenten kunnen duidelijk toegewezen worden aan een Nederfrankische schrijver, de B-fragmenten en het C-fragment zouden eerder van Middelfrankische oorsprong zijn, hoewel anderen ook het C-fragment eerder als Nederfrankisch beschouwen. In totaal zijn er ca. 1450 versregels teruggevonden men neemt aan dat het origineel minstens dubbel zo groot moet geweest zijn.

### A-fragmenten
De eerste fragmenten (A) werden gevonden in Halle (Saale) in 1866 en worden nu bewaard in de Universitäts- und Landesbibliothek als Yg 4° 34. Ze bestaan uit twee bifolia en twee enkele folia. Het fragment werd beschreven door Schade
De tweede serie fragmenten (A*), gevonden in 1879, bestaat uit twee bifolia en werden gevonden in de bibliotheek van de voormalige dom-school in Halberstadt en bevinden zich nu in Moskou, bibliotheek Van de Lomonossow-Universiteit, in de verzameling Gustav Schmidt, Fonds 40/1, Nr. 37. Dit fragment werd voor het eerst beschreven door Busch.
A en A* komen uit één manuscript gedateerd op ca.1230-1260

### B-fragmenten
De derde reeks fragmenten (B) werd aangetroffen in het Franciscanenklooster van Hall in Tirol in 1867 en zijn ondertussen verloren gegaan. Er waren in totaal 9 stukken namelijk 2 bifolia, 4 knipsels van bifolia en drie knipsels uit enkelvoudige folia. Ze werden na hun ontdekking omstandig beschreven door Barach
De vijfde reeks (B*) werd ontdekt in Donaueschingen in 1922 en wordt nu bewaard in de Landesbibliothek in Karlsruhe als Cod. Donaueschingen A III 50. Dit fragment bevat enkelvoudige folia, ze werden beschreven door Joseph Schatz. Ook deze twee groepen van fragmenten zouden uit één handschrift komen geschreven omstreeks het midden van de twaalfde eeuw.
De A en B fragmenten bevatten 110 verzen over hetzelfde onderwerp. De tekst hiervan is in dergelijke mate gelijklopend dat men kan veronderstellen dat de A en B-versie van dezelfde legger werden gekopieerd.

### C-fragment
Een laatste fragment werd ook gevonden in Halberstadt in 1880 en bevindt zich nu eveneens in Moskou, in de bibliotheek van de Lomonossow-Universität, verzameling Gustav Schmidt, Fonds 40/1, Nr. 38. Dit fragment bestaat uit 2 folia en zou geschreven zijn tussen ca. 1170 en 1200. Dit fragment werd origineel beschreven door Busch. De beide folia waren gebruikt als versteviging bij het inbinden van een later handschrift.

## Inhoud
De volgende thema’s werden behandeld op de teruggevonden fragmenten.

C, B1-B7
- De schepping C1
- De val van de engelen C1
- De zondvloed B1
- Jacob en Jozef B2
- De hongersnood in Egypte B3
- Suzanna en de ouderlingen B4
- Zacharias en Elisabet B5
- De geboorte en kindsheid van Christus B6, B7
- Johannes de Doper C2

B8-B9
- De roeping van de apostelen
- Het Naleven van de geboden van Christus
- De verloochening door Petrus en het verraad van Judas
- Genezing van de dochter van de Kanaanitische vrouw
- De genezing van een blinde in Jericho

A, A*, B*
- Veronica legende
- Petrus en Simon Magus
- Dood en hemelvaart van Maria
- Marteldood van de apostelen
- Vernietiging van Jeruzalem
- Geschiedenis van het heilig kruis

## Tekstfragment
De tekst gaat over de veroordeling van de apostelen Petrus en Paulus.
 Aan het woord is Simon, een 'tovenaar' uit de tijd van keizer Nero:
ik havon mich bevunden in allen thesen thingen.
thaz Petrus ande Paulus sagon, that wilt that sma volk war haven.
nu saget mir einen kuning other greven, the an uren got wille gelouven.
that se sagent, that ist gelogen, thes ist thaz arme volc bedrogen.
Hungerich ande nacket se selve gen, alse man an in mag gesen.
Petrus ande sin brother niet nehavoden, newar that se sich viscenes bedragoden,
alse thise noch nehaven, newære that se sich eres predigenes dragen.
so gedane liude volgoden eren herren, thes havode her luzzel eren.
the volgoden eren herren Christum, the in anderen rath newisten.

Ik heb ervaring in al die zaken
Wat Petrus en Paulus zeggen neemt het kleine volk voor waar aan
Maar noem mij een koning of graaf die in hun god wil geloven
Wat ze zeggen dat is gelogen zo wordt het arme volk bedrogen
Hongerig en naakt gaan ze zelf, zoals men aan hen kan zien
Petrus en zijn broer hadden niets dan wat ze zich met vissen verschaften
Zoals ze nog niets hebben tenzij wat ze met prediken bekomen
Als zulke lieden hun heer volgen heeft hij daarvan weinig eer
Ze volgden hun heer Christus omdat ze geen andere raad wisten